# Le Tremblay-Omonville

Le Tremblay-Omonville este o comună în departamentul Eure, Franța. În 1 ianuarie 2022 avea o populație de 383 de locuitori.